# Іван Дукнович

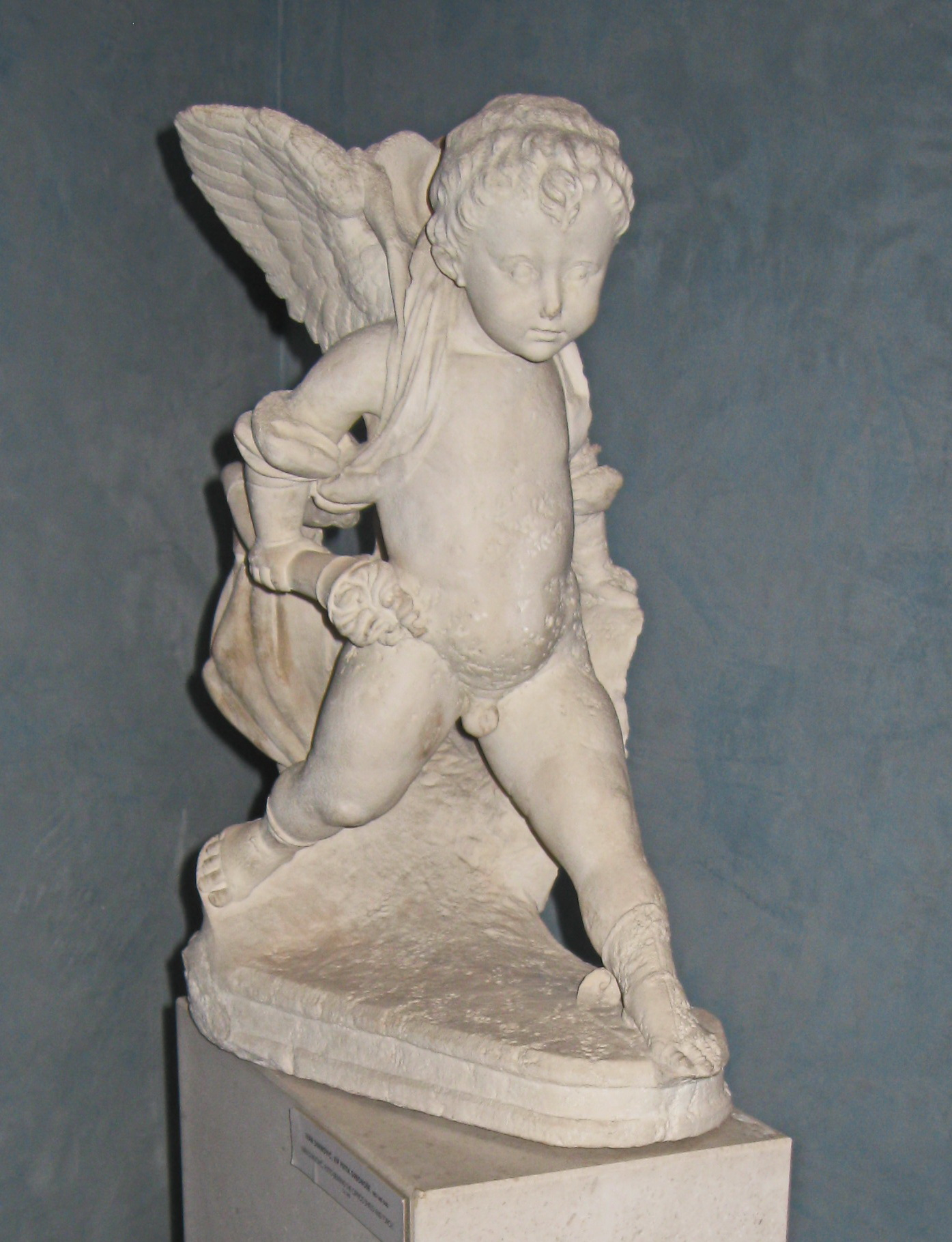
Іван Дукнович. «Янгол-факельник з гербом роду Чіпіко», бл. 1480. Музей міста Трогіра, Трогір

Іван Дукнович (хорв. Ivan Duknović, в Італії відомий як Джованні Далмата італ. Giovanni Dalmata; бл. 1440, Трогір, Далмація — бл. 1514, Трогір, Далмація) — хорватський скульптор доби Відродження. 

## Біографія
Навчався, очевидно, у Трогірі, де на будівництві місцевого собору працював його батько. Пізніше працював в Італії (Рим, Падуя, Венеція) та Угорщини.
На початку 1460-х років Дукнович у Римі, де співпрацює з майстернями відомих скульпторів італійського кватроченто — Андреа Бреньо і Міно да Ф'єзоле. Роботою, виконаної спільно з Брено, вважається Надгробок кардинала Тебальді (друга половина 1460-х років, Рим, церква Санта-Марія-сопра-Мінерва).
Разом з Міно да Ф'єзоле ним створена гробниця папи Павла II (1471—1473, раніше — Рим, стара базиліка Св. Петра, нині — гроти Ватикану). Саркофаг із фігурою покійного — лише частина, правда, центральна, обширної аркової системи, що примикає до стіни і прикрашеної рельєфними сценами у люнеті, цоколі і по боках. Раннє спорудження показує початковий етап розвитку цієї системи, скромнішою в основоположних частинах. Втім гробниця Павла II являє надзвичайне багатство пластичного декору, включеного в архітектурну раму. У старих джерелах говориться про приналежність Дукновичу алегоричної постаті Надії у нижній частині надгробка, виконаній у дуже високому рельєфі. Сучасні дослідники приписують йому й інші компоненти цієї монументальної гробниці, зокрема, рельєф Воскресіння Христове, розташований безпосередньо за саркофагом. Надія постає у вигляді сидячої жіночої фігури. Молитовно складені руки та обличчя із спрямованим вгору поглядом передають глядачеві почуття надії та сподівання. Скульптор по-різному обробляє поверхню мармуру, досягаючи контрасту у передачі пластики тіла і складок одягу.
Близько 1480 року майстер повернувся на батьківщину. Цим часом датується статуя Іоанна Євангеліста у капелі Івана Урсіні собору у Трогірі. Невимушеність пози, композиційна свобода, з якою фігура вписана у простір напівкруглої ніші, досконалість пластичної обробки матеріалу свідчать про зрілий етап творчості скульптора. На базі статуї знаходиться латинський напис, що засвідчує авторство Дукновича. 
Інша його статуя у тій же капелі — апостол Фома — виконана в останні роки життя майстра. Для неї характерна ясність і простота образного рішення, хоча їй і властива деяка сухість пластичної обробки.
В кінці 1480 — початку 1490-х років скульптор працює при дворі угорського короля Матяша Корвіна, відомого своїми гуманістичними прагненнями та заступництвом художникам. Далматинський майстер брав участь у скульптурному оздобленні королівського палацу у Буді й, мабуть, літній резиденції у Вишеграді. Пам'ятники архітектури і скульптури цієї епохи згодом сильно постраждали під час турецької навали і дійшли до нас у фрагментарному стані. Найімовірним твором Дукновича цієї пори вважається так звана Діошд'єрська Мадонна (бл. 1490, Будапешт, Музей образотворчих мистецтв). Незважаючи на значні втрати, ця робота, виконана у високому рельєфі, дозволяє відчути вагомість і пластичність обсягів. Глибокі складки одягу посилюють контрасти світлотіні і надають скульптурному образу драматизм.